# Єгвард
Єгва́рд (вірм. Եղվարդ) — місто, розташоване в центрі Вірменії, у марзі (області) Котайк біля підніжжя гори Ара на великій терасі серед фруктових садів, виноградників і полів, 8 км на північний схід від Аштараку і за 30 км на північ від Єревана.

## Історія
Вперше згадується в 574 році у зв'язку з обранням католікоса Мовсеса II Єгвардського (574–604), потім — у 603 році у зв'язку з визвольною боротьбою вірмен проти Сасанідського панування. Поблизу Єгварду сталося 3 великих битви. З них перша пов'язана з легендарною битвою між вірменським царем Ара Прекрасним і Семірамідою. Друга відбулася в 603 році між царем Покасом і персами, а третя — в 1735 році між Надир-шахом і османами. Адміністративно Єгвард входив до складу Гавару Арагацотн області Айрарат Великої Вірменії, згодом — у Ечміадзинському Гаварі. Згідно з письмовими джерелами, на початку XIV століття Єгвард перебував у занедбаному стані, його відновили ішхан Азізбек і його дружина Вахах, побудувавши в тому числі церкву Аствацацин і відновивши канал. За радянських часів Єгвард був центром Наірійського району Вірменської РСР.

## Архітектура
Єгвард відомий своїми історичними пам'ятками. З них найзначиміша базиліка V століття. Нижня частина її стін збереглася досі. Побудована з висіченого туфу. На стінах збереглися написи 660 року.

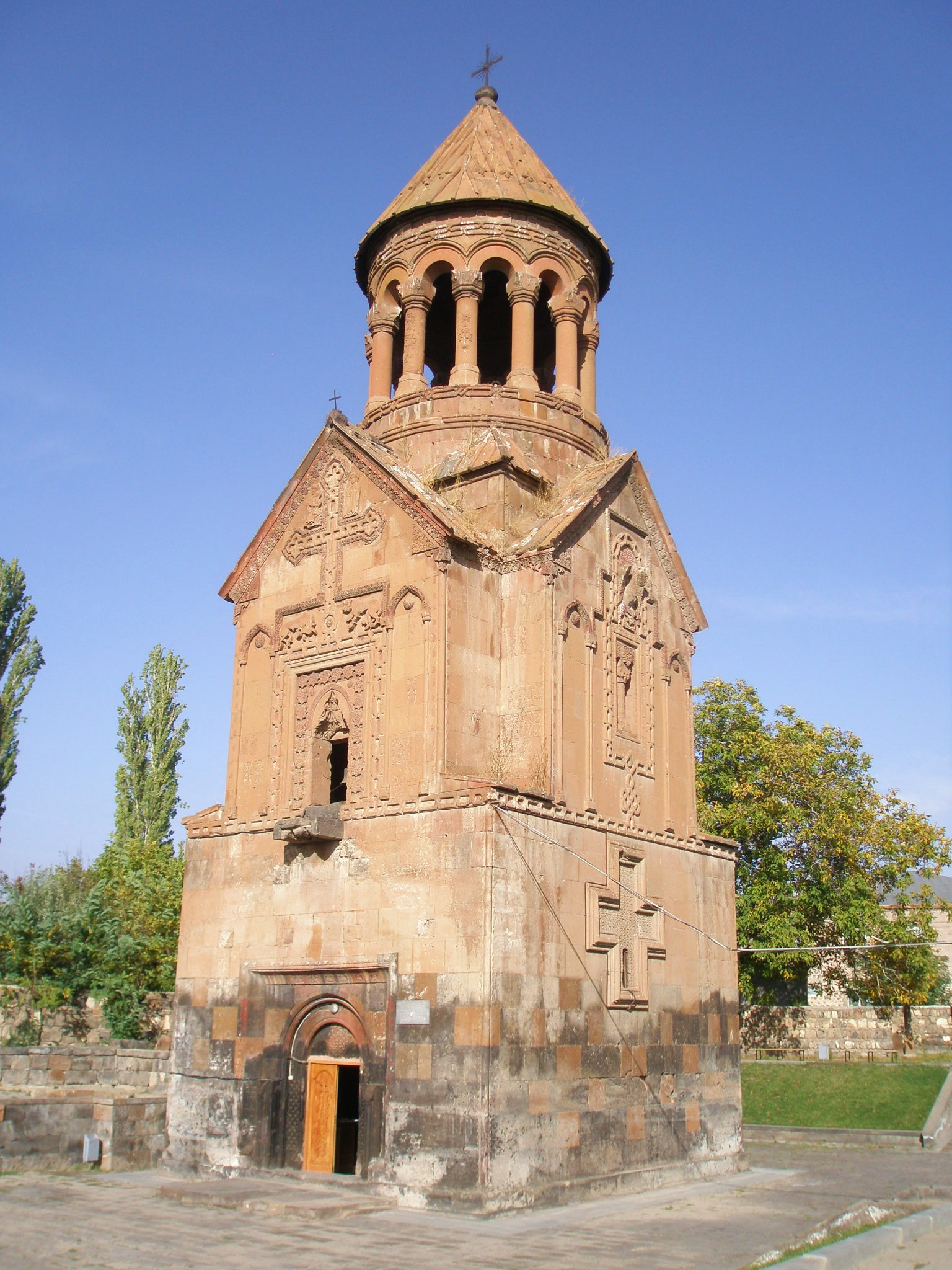
Церква св. Аствацацин (Богородиці), 1301 рік

За 3 км від міста знаходиться напівзруйнована двоярусна церква Зоравар середини VII століття. Відповідно до істориків, вона була зведена вірменським князем Григором Маміконяном. Збереглася тільки північна частина будівлі. Нижній ярус має 8 великих трикутних виступів — апсид, верхній ярус — зовні багатогранний, зсередини має циліндричну форму. Оздоблення церкви, різні геометричні мотиви і мотиви з тваринами, красиво оброблені карнизи надають невеликої за розмірами будівлі монументальний вигляд.
У центрі Єгварду знаходиться двоповерхова церква-усипальниця Аствацацин, побудована в 1301 році. На першому поверсі, квадратному в плані знаходиться усипальниця. Другий поверх у плані майже хрещатий, тут знаходиться поминальний храм. Кам'яні консольні ступені зроблені тільки біля входу на другий поверх — до них приставлялися дерев'яні сходи. Купол церкви конусоподібний, підтримується 12-ма колонами. Стіни церкви виділяються винятковим багатством декоративного оздоблення. Церква Аствацацин — одна з добре збережених церков епохи Середньовіччя у Вірменії.(англ.)